# Mary Underwood
 (mai 2010).
Si vous disposez d'ouvrages ou d'articles de référence ou si vous connaissez des sites web de qualité traitant du thème abordé ici, merci de compléter l'article en donnant les références utiles à sa vérifiabilité et en les liant à la section « Notes et références ».
 (mai 2010).
Mary Underwood est une marionnettiste et metteuse en scène française contemporaine.

## Biographie
- 1947-1957 Étude de Danse classique et contemporaine Bristol & Londres.
- 1957: Entre dans une compagnie de Danse contemporaine.
- 1958-1966: tournées européennes dans diverses compagnies de danse contemporaines.
- 1967: Découvre Philippe Genty.
- 1968: Une de ses premières expériences de marionnettiste, alors que Philippe Genty organise des démonstrations politiques avec des mannequins géants en collaboration avec les étudiants des beaux arts pendant la révolution de mai 68.
- 1969-1985: Tournées avec la compagnie Philippe Genty de 4 spectacles :

Facéties Rond comme un Cube Sigmund Follies Désirs Parade. Elle commence à écrire régulièrement ses rêves.
- 1973-1974: laboratoire de recherches sur le masque, le mouvement, le jeu avec 15 artistes : danseurs, acteurs, réalisateurs, sculpteurs, musiciens, marionnettistes.
- 1985-1997: Plusieurs de ses rêves source d’écriture pour les créations de Dérives, Ne m'oublie pas, Voyageur immobile qu’elle met en scène avec Philippe Genty.
- 1998-2008: continue de courir après Philippe Genty pour saisir des lambeaux de son imagination insensée[Quoi ?].

## Liens  externes
- Le site officiel de la Compagnie Philippe  Genty